# ماکوتو وادا
ماکوتو وادا (انگلیسی: Makoto Wada; ۱۰ آوریل ۱۹۳۶ – ۷ اکتبر ۲۰۱۹) طراح گرافیک، کارگردان فیلم، تصویرگر، آهنگساز، ترانه‌سرا، مقاله‌نویس، و فیلم‌نامه‌نویس اهل ژاپن بود.